# Fantasma de Pepper
Pepper's ghost é uma técnica de ilusionismo usada no teatro e em alguns truques de magia. Usando placas de vidro e técnicas de iluminação especiais, objetos aparentam surgir e desaparecer, tornando-se transparentes ou, objetos aparentam transformar-se em outros. John Henry Pepper que popularizou o efeito.